# براندون ديكسون (لاعب كرة قدم أمريكية)
براندون ديكسون (بالإنجليزية: Brandon Dixon)‏ هو لاعب كرة قدم أمريكية أمريكي، ولد في 26 أبريل 1990 في بومبانو سيتي في الولايات المتحدة.

## وصلات خارجية
- براندون ديكسون على موقع مرجع كرة القدم المحترفة.كوم (الإنجليزية)